# 峡城乡
峡城乡，是中华人民共和国甘肃省定西市渭源县下辖的一个乡镇级行政单位。

## 行政区划
峡城乡下辖以下地区：
脱甲山村、大林村、杨庄村、峡城村、康家村、祁家寨村、门楼寺村和秋池湾村。